# 後頭下筋
後頭下筋（こうとうかきん、英語: suboccipital muscles）は、短背筋のうち、後頭部の最深層に位置する筋肉である。大後頭直筋、小後頭直筋、上頭斜筋、下頭斜筋の4部に分けられる。頭を後ろに引いて、直立する作用をもつ。

## 画像

後頭下筋の位置。動画。
接近画像。下方から。
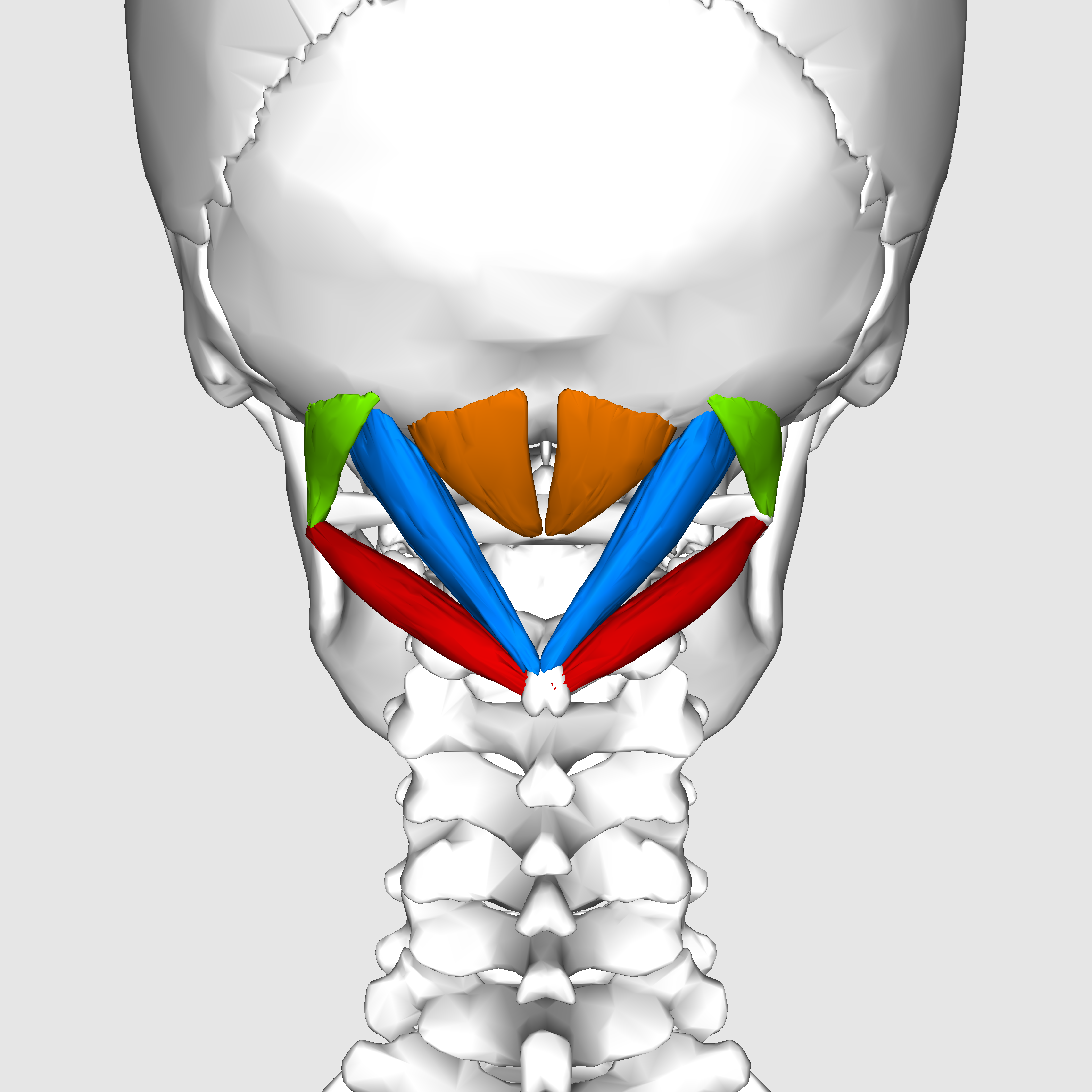
静止画。

（ ※　画像は英語版 Wikipedia から）